# Moldauische Badmintonmeisterschaft 2023
Die Moldauische Badmintonmeisterschaft 2023 fand vom 24. bis zum 26. November 2023 in Chișinău statt.

## Medaillengewinner
| Disziplin    | Gold                               | Silber                           | Bronze                        |
| ------------ | ---------------------------------- | -------------------------------- | ----------------------------- |
| Herreneinzel | Nicolae Enachi                     | Vladimir Leadavschi              | Maxim Karpenko                |
| Dameneinzel  | Dominica Bragnebun                 | Paola Ginga                      | Tatiana Balanetskaia          |
| Herrendoppel | Vladimir Leadavschi Vitalie Izbash | Alexander Morari Vladimir Cecoi  | Peter Kunev Alexander Ursatii |
| Damendoppel  | Dominica Bragnebun Paola Ginga     | Ecaterina Ahunov Dariana Kuneva  | Xenia Gutu Bianca Onică       |
| Mixed        | Nicolae Enachi Paola Ginga         | Alexander Ursatii Cubutaev Alina | Vitalie Izbash Dariana Kuneva |